# ペルフルオロイソブテン
ペルフルオロイソブテン（英: Perfluoroisobutene、略称PFIB）は、フルオロカーボンの一種。IUPAC命名法では1,1,3,3,3-ペンタフルオロ-2-(トリフルオロメチル)-1-プロペンと表記される。沸点は7℃で、疎水性と強力な求電子剤としての作用を持つ。

## 毒性
ホスゲンの約10倍の毒性を持ち、吸入により致命的な肺水腫を引き起こすことがある。症状は、吸入後1〜4時間後に発現する場合がある。治療には、副腎皮質ホルモンの投与など肺水腫に対する治療法や、心不全や低カルシウム血症に対する対症療法が採られる。適切な治療を行えば、多くの場合長期的な影響を残さず72時間以内に回復する。
水との接触により加水分解する。様々な化合物と反応し、フッ化カルボニルを生じる。
テフロン加工したフライパンの空焚きによっても生じるが、通常の使用では人体に影響を及ぼすほどの量は発生しない。
化学兵器禁止条約では、第一種指定物質に規定されている